# Josef Fath
Josef Fath (Worms, 27 dicembre 1911 – Worms, 11 agosto 1985) è stato un calciatore tedesco, di ruolo attaccante.